# Edificio de la Comandancia General de Melilla
El Edificio de la Comandancia General de Melilla es un edificio de estilo clasicista, sede de la Comandancia General de Melilla, situado en el Ensanche Modernista de Melilla, en la Calle Luis de Sotomayor, que forma parte del Conjunto Histórico Artístico de la Ciudad de Melilla, Bien de Interés Cultural de la ciudad española de Melilla.

## Historia
Fue construido en 1904, según proyecto de Francisco Orozco, reformado en 1911 por José de la Gándara para ser la sede de la Comandancia General de Melilla, más tarde  por Francisco Carcaño Más y en 1948, con una balconada en la fachada principial.